# Aloe juddii
Aloe juddii är en grästrädsväxtart som beskrevs av Van Jaarsv. Aloe juddii ingår i släktet Aloe och familjen grästrädsväxter. Inga underarter finns listade i Catalogue of Life.

## Bildgalleri

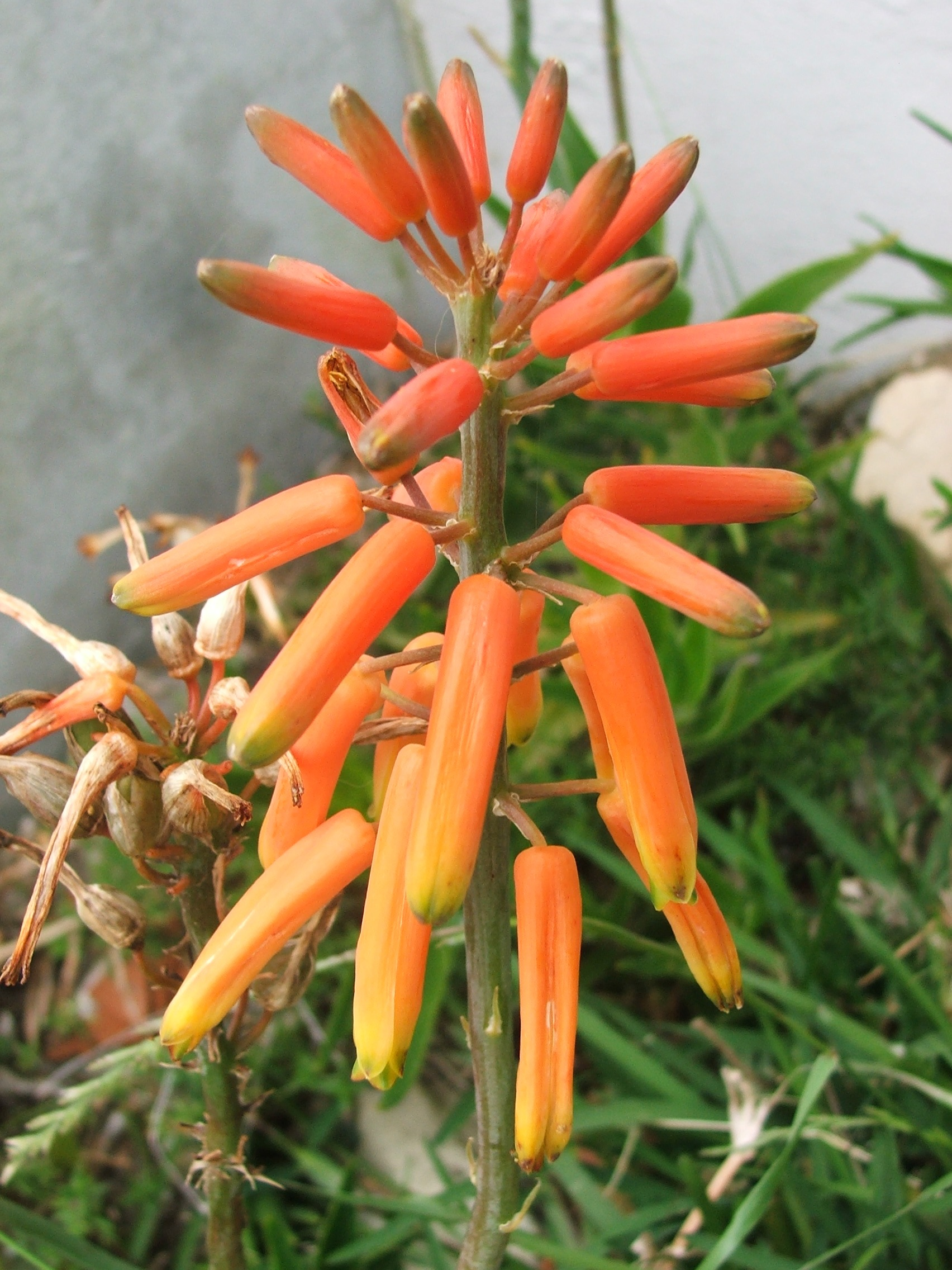
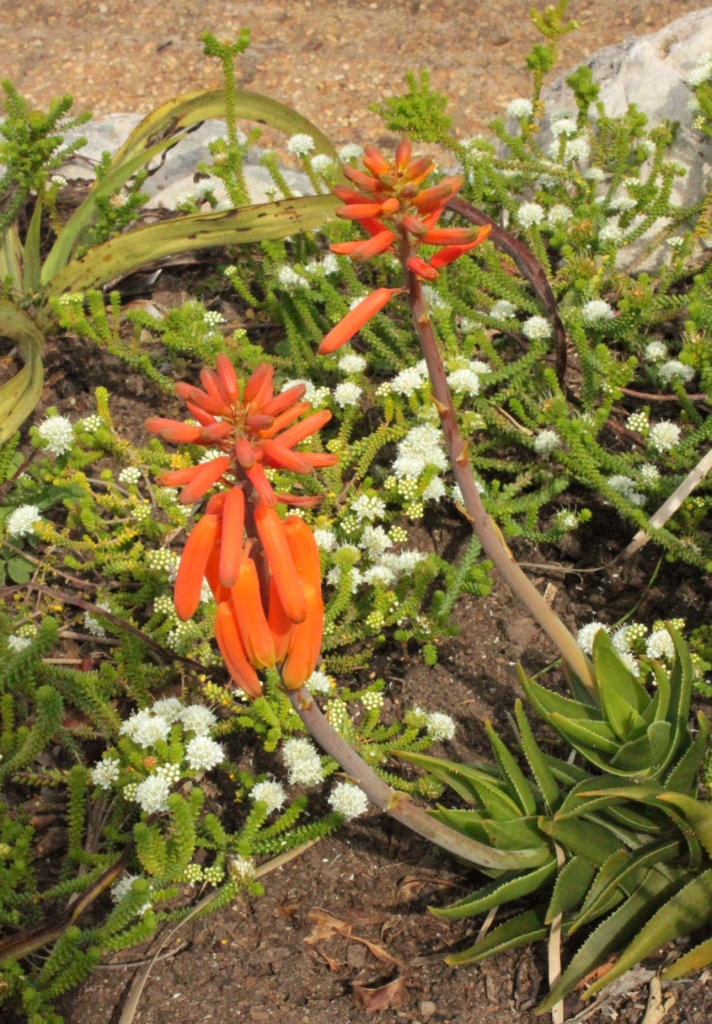
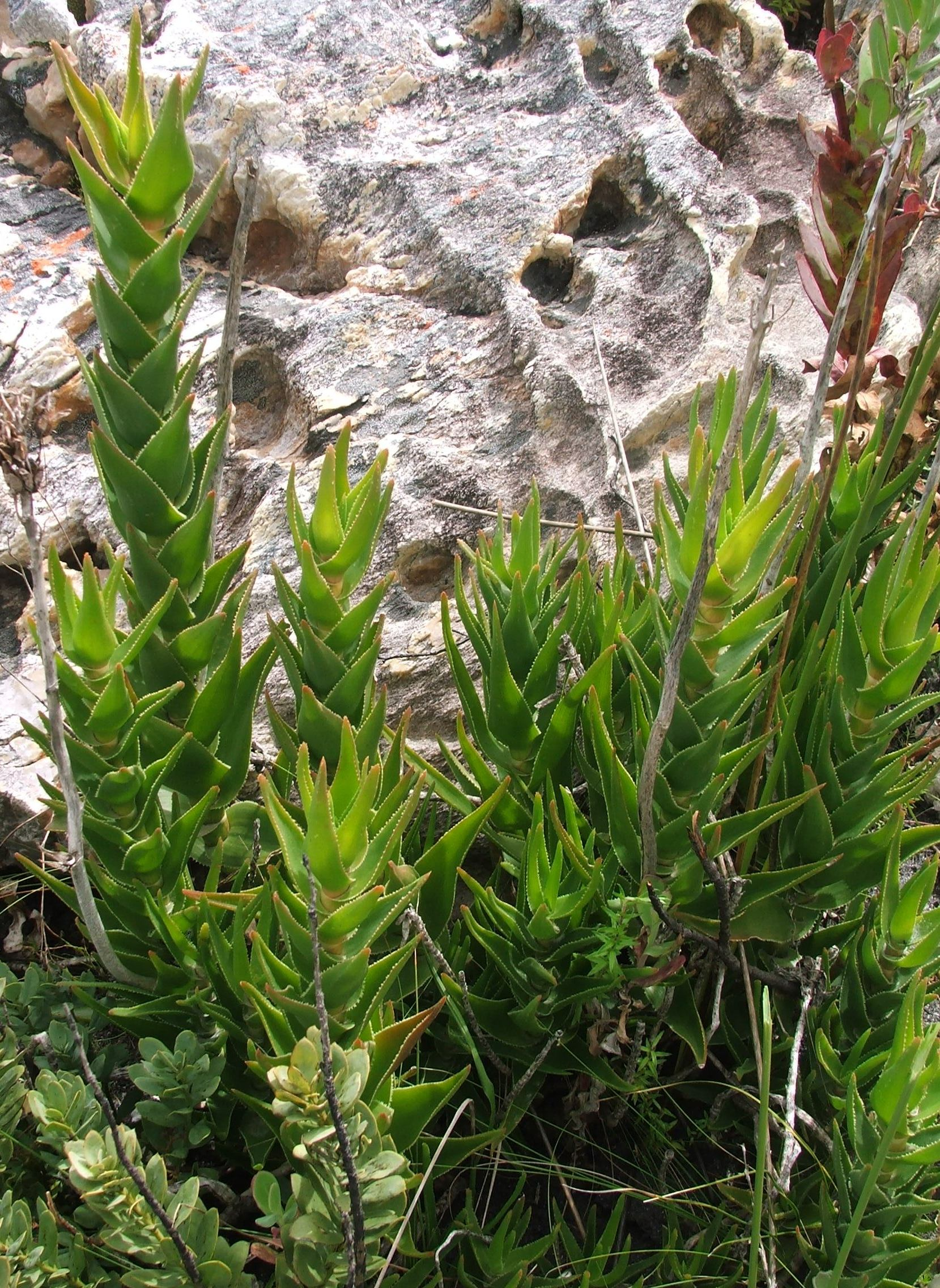
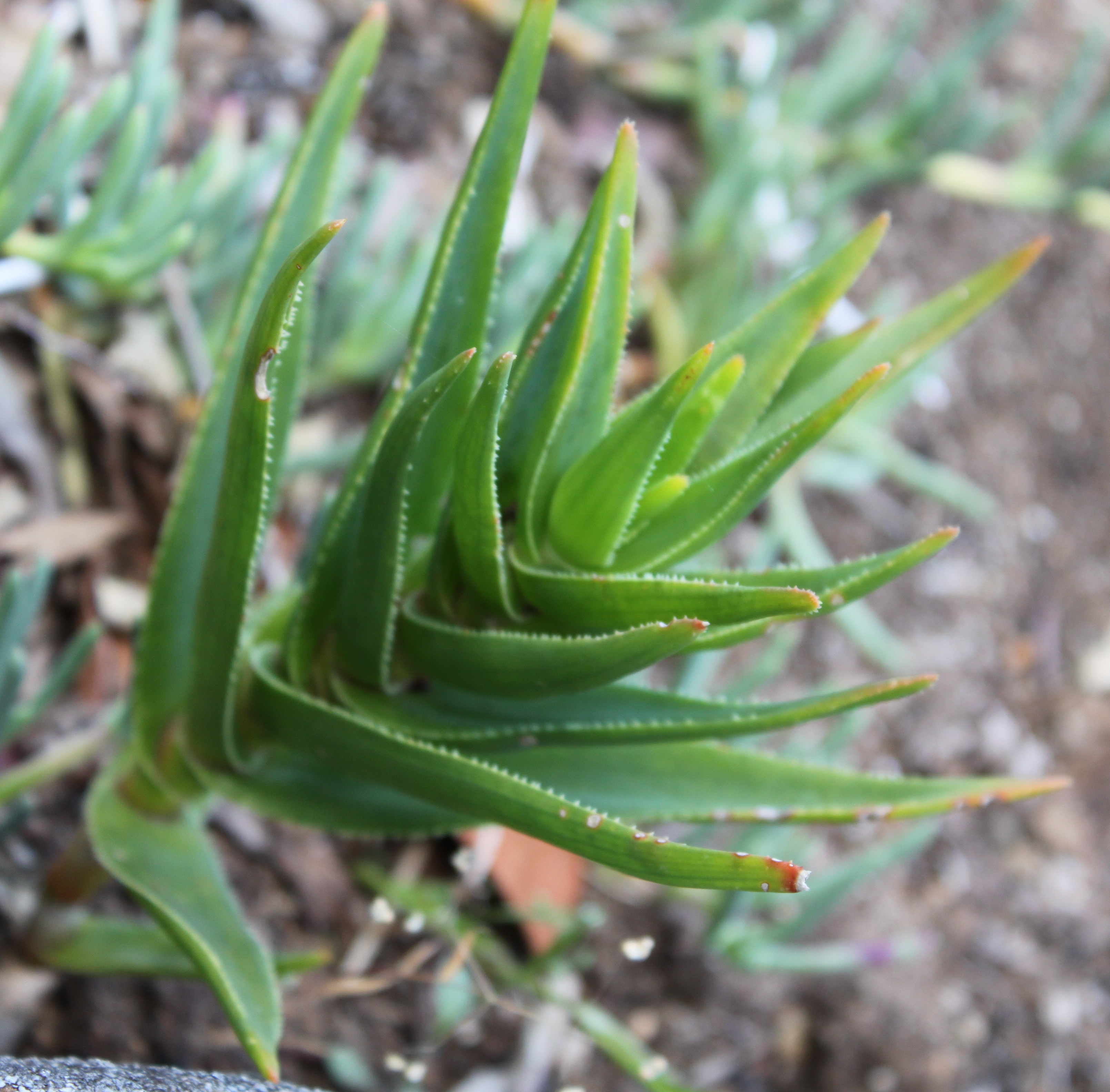
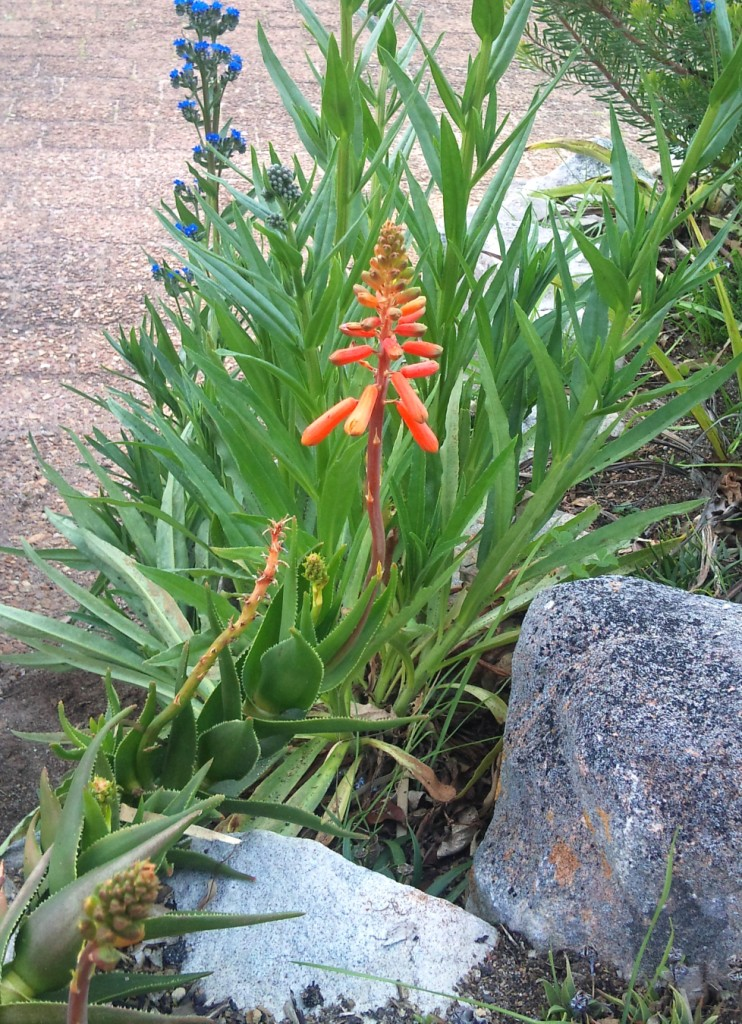
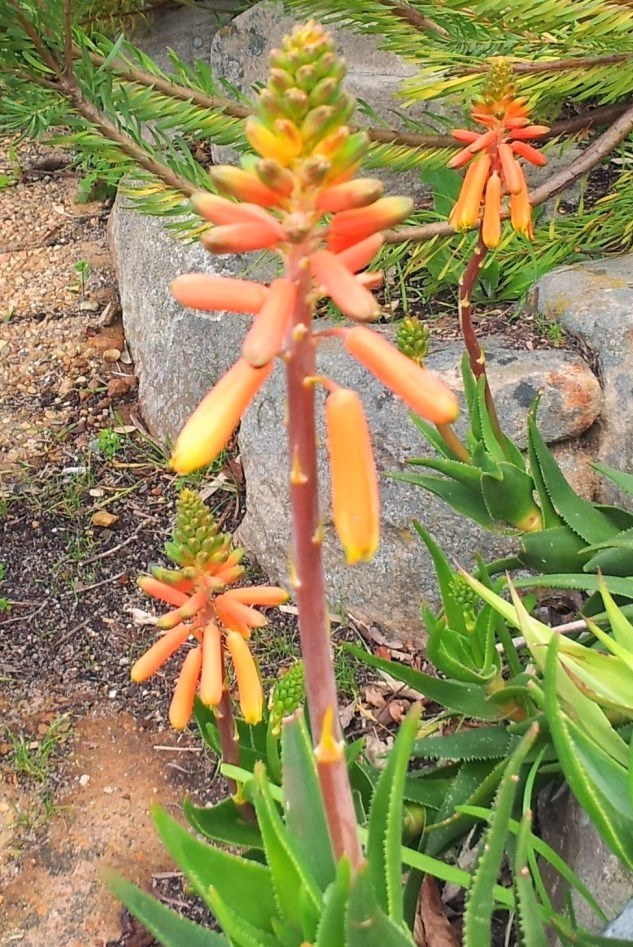